# Sedibeng
Pour le district municipal d'Afrique du Sud, voir District de Sedibeng.
Sedibeng est une ville du Botswana.